# Thierhaupten
Thierhaupten là một phố thị thuộc huyện Augsburg trong vùng hành chính Schwaben, bang Bayern, trung nam nước Đức.